# Lindenstraße
Lindenstraße este un serial TV produs de WDR, considerat a fi primul serial „siropos” german.

## Istoric
Primul episod al serialului inițiat de Hans W. Geißendörfer, a fost transmis la data de 8 decembrie 1985. Este un serial care se transmite săptămânal, episodul 1000 a fost transmis la 30 ianuarie 2005 de postul de televiziune WDR. Acțiunea are loc în München, iar filmările au loc în Köln în studiolurile cinematografice ale postului WDR ((50° 58′ 22″ N, 6° 51′ 14″ ECoordonate: 50° 58′ 22″ N, 6° 51′ 14″ E)).

## Acțiune
Pe Lindenstraße (Strada Teilor) locuiesc familii care au copii, în mai multe episoade apar familiile: Beimer-Schiller, Beimer-Ziegler și Zenker, ca și unele persoane fără copii care locuiesc în comun. În serial mai apar și doctorii dr. Ernesto Stadler, dr. Carsten Flöter și vânzătorii care au prăvăliile, sau lucrează în restaurantele pe strada Teilor. Sunt prezentate temele cotidiene, ca alegerile, emanciparea femeii, homosexualitatea, dopajul în sport sau terorism, care sunt comentate de eroii serialului.

## Actori
| Actorul                                 | Personajul                              | Episodul                | Anul                 |
| Spatzek Andrea Spatzek                  | Gabriele „Gabi“ Zenker, născ.Skabowski  | 1–                      | 1985–                |
| Luger Joachim Hermann Luger             | Hans Beimer                             | 1–                      | 1985–                |
| Marjan Marie-Luise Marjan               | Helga Beimer, născ.Wittich              | 1–                      | 1985–                |
| Sachs Moritz A. Sachs                   | Klaus Beimer                            | 1–                      | 1985–                |
| Haas Ludwig Haas                        | Ludwig Dr. Ludwig Dressler              | 1–                      | 1985–                |
| Hodolides Hermes Hodolides              | Vasily Sarikakis                        | 1–                      | 1985–                |
| Waury Sybille Waury                     | Tanja Schildknecht                      | 2–                      | 1985–                |
| Surangkanjanajai Amorn Surangkanjanajai | Gung Pham Kien                          | 4–                      | 1985–                |
| Adamopoulou Domna Adamopoulou           | Elena Sarikakis                         | 4–                      | 1985–                |
| Uecker Georg Uecker                     | Carsten Dr. Carsten Flöter              | 6–                      | 1986–                |
| Fischer Irene Fischer                   | Anna Ziegler, născ.Jenner               | 61–1101 1151–           | 1987–2007 2007–      |
| Stark Julia Stark                       | Sarah Ziegler                           | 103–                    | 1987–                |
| Scheel Horst D. Scheel                  | Hans Wilhelm Hülsch                     | 115–964 1141–1142 1224– | 1988–2004 2007 2009– |
| Scheit Johannes Scheit                  | Tom Ziegler                             | 191–                    | 1989–                |
| Bolling Jo Bolling                      | Andreas „Andy“ Zenker                   | 220–                    | 1990–                |
| Siemoneit-Barum Rebecca Siemoneit-Barum | Iphigenie „Iffi“ Zenker                 | 220–                    | 1990–                |
| Hinz Knut Hinz                          | Hans-Joachim „Hajo“ Scholz              | 241–                    | 1990–                |
| Peplow Sontje Peplow                    | Lisa Dağdelen, născ.Hoffmeister         | 297–                    | 1991–                |
| Mockridge Bill Mockridge                | Erich Schiller                          | 301–                    | 1991–                |
| Herren Willi Herren                     | Oliver „Olli“ Klatt                     | 307–                    | 1991–                |
| Zielke Moritz Zielke                    | Moritz „Momo“ Sperling                  | 346–788 869–            | 1992–2001 2002–      |
| Rowohlt Harry Rowohlt                   | Hartmut „Harry“ Rennep                  | 482–                    | 1995–                |
| Vinçon Claus Vinçon                     | Georg „Käthe“ Eschweiler                | 575–1079 1136–          | 1996–2006 2007–      |
| Turchetto Sara Turchetto                | Marcella Varese                         | 579–                    | 1997–                |
| Kusche Dominique Kusche                 | Sophie Ziegler                          | 680–                    | 1998–                |
| Claus Anna-Sophia Claus                 | Lea Starck                              | 684–                    | 1999–                |
| Gündüz Erkan Gündüz                     | Murat Dağdelen                          | 716–                    | 1999–                |
| Grünig Jan Grünig                       | Martin „Mürfel“ Ziegler                 | 722–                    | 1999–                |
| Weizenegger Birgitta Weizenegger        | Ines Kling, născ.Krämer                 | 731–                    | 1999–                |
| Evers Susanne Evers                     | Suzanne „Sanne“ Richter                 | 744–                    | 2000–                |
| Vesco Giselle Vesco                     | Hildegard „Hilde“ Scholz #2             | 772–                    | 2000–                |
| Gratwohl Joris Gratwohl                 | Alexander „Alex“ Behrend                | 781–                    | 2000–                |
| Viola Cosima Viola                      | Jaqueline „Jack“ Aichinger              | 808–                    | 2001–                |
| Tscharre Ulrike C. Tscharre             | Marion Beimer                           | 810–1073                | 2001–2006            |
| Dahl Ole Dahl                           | Paul Dağdelen, anerk., geb. Hoffmeister | 886–                    | 2002–                |
| Solka Gunnar Solka                      | Peter „Lotti“ Lottmann                  | 979–                    | 2004–                |
| Capurso Susanna Capurso                 | Sabrina Scholz, verw. Buchstab          | 1015–                   | 2005–                |
| [[]]                                    | Antonia Günzel                          | 1016–                   | 2005–                |
| Bertold Bennet Bertold                  | Simon Schildknecht                      | 1069–                   | 2006–                |
| Snétberger Toni Snétberger              | Vincenzo „Enzo“ Buchstab                | 1077–                   | 2006–                |
| Bette Daniela Bette                     | Angelina Buchstab                       | 1103–                   | 2007–                |
| Mayer Wookie Mayer                      | Hannelore „Hanne“ Siekmann              | 1123–                   | 2007–                |
| Mockridge Jeremy Mockridge              | Nicolai „Nico“ Zenker #2                | 1150–                   | 2007–                |
| Steffens Jennifer Steffens              | Sandra Löhmer                           | 1159–                   | 2008–                |
| Sonntag Philipp Sonntag                 | Adolf „Adi“ Stadler                     | 1188–                   | 2008–                |
| Rudolf Christian Rudolf                 | Jimi Stadler                            | 1188–                   | 2008–                |
| Frehse Tanja Frehse                     | Maria Stadler, născ.Leitner             | 1188–                   | 2008–                |
| Dolny Clara Dolny                       | Josefine „Josi“ Stadler                 | 1188–                   | 2008–                |
| Cosima Cynthia Cosima                   | Caroline „Caro“ Stadler                 | 1188–                   | 2008–                |
| Schmitter Michael Schmitter             | Ernesto Dr. Ernesto Stadler             | 1207, 1252 1258–        | 2009 2010–           |
| Haug Jürgen Haug                        | Rudolf Prof. Rudolf Melchior            | 1217–                   | 2009–                |
| Brenner Isabell Brenner                 | Stefanie „Steffi“ Kunz                  | 1248–                   | 2009–                |